# Alexander Graham Christie

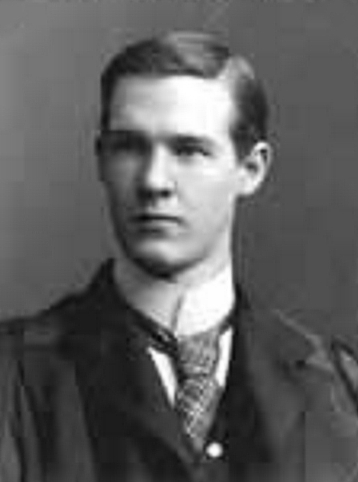
Alexander Graham Christie, 1901

Alexander Graham Christie (Scugog, Ontário, 19 de novembro de 1880 – 24 de outubro de 1964) foi um engenheiro mecânico canadense/estadunidense, professor da Universidade Johns Hopkins, que foi presidente da Sociedade dos Engenheiros Mecânicos dos Estados Unidos em 1939-1940.
Obteve um MSc em engenharia mecânica na Universidade de Toronto em 1901.
Em 1939-1940 foi presidente da Sociedade dos Engenheiros Mecânicos dos Estados Unidos.

## Publicações selecionadas
- Alexander Graham Christie, Otto Louis Kowalke. Steam and gas engineering laboratory notes, 1912.
- Alexander Graham Christie, What does an engineer do? New York, Wantage Press, 1963.